# Chai Nat
Chai Nat (auch Chainat geschrieben; Thai: ชัยนาท) ist die Hauptstadt der Provinz (Changwat) Chai Nat in der Zentralregion von Thailand. Chai Nat liegt im Landkreis (Amphoe) Mueang Chai Nat (อำเภอ เมืองชัยนาท).

## Lage
Chai Nat liegt in der nördlichen Zentralregion am Mae Nam Chao Phraya. Die Stadt ist seit alters her ein Umschlagplatz für Waren aller Art.

## Wirtschaft und Bedeutung
Die Umgebung von Chai Nat zeigt die typische Örtlichkeit der Zentralregion: eine flache fruchtbare Ebene bedeckt mit Reisfeldern, auf denen vorwiegend Naßreis angebaut wird. Die Bewässerung regelt der Chao-Phraya-Staudamm, die erste Talsperre Thailands, die seit 1957 im Süden von Chai Nat den Chao Phraya aufstaut.

## Geschichte
Ursprünglich lag die Stadt dort wo heute Sankhaburi liegt. Erst unter König Mongkut (Rama IV.) wurde sie an den heutigen Standort am östlichen Ufer des Chao Phraya verlegt.

## Sehenswürdigkeiten
- Wat Phra Boromathat Worawihan (Thai: วัดพระบรมธาตุวรวิหาร) – Buddhistischer Tempel (Wat) etwas oberhalb der Chaophraya-Talsperre mit einem Chedi aus dem 15. Jahrhundert im Srivijaya-Stil.
- Nationalmuseum Chai Nat Muni (พิพิธภัณฑสถานแห่งชาติชัยนาทมุนี) – direkt neben dem Wat Boromathat, mit zahlreichen antiken Buddha-Statuen, darunter ein sitzender Buddha aus dem 10. Jahrhundert.
- Wat Thammamun Worawihan (วัดธรรมามูลวรวิหาร) – Buddhistischer Tempel aus der Ayutthaya-Periode am Fuße des Thammamun-Hügels etwa acht Kilometer außerhalb der Stadt. Der große stehende Buddha, welcher „Luang Pho Thammachak“ (หลวงพ่อธรรมจักร) genannt wird, wird von der Bevölkerung sehr verehrt.
- Der „Vogelpark Chai Nat“ (Thai: สวนนกชัยนาท) – ein riesiger Vogelpark, etwa vier Kilometer außerhalb der Stadt.

Sehenswürdigkeiten von Chai Nat
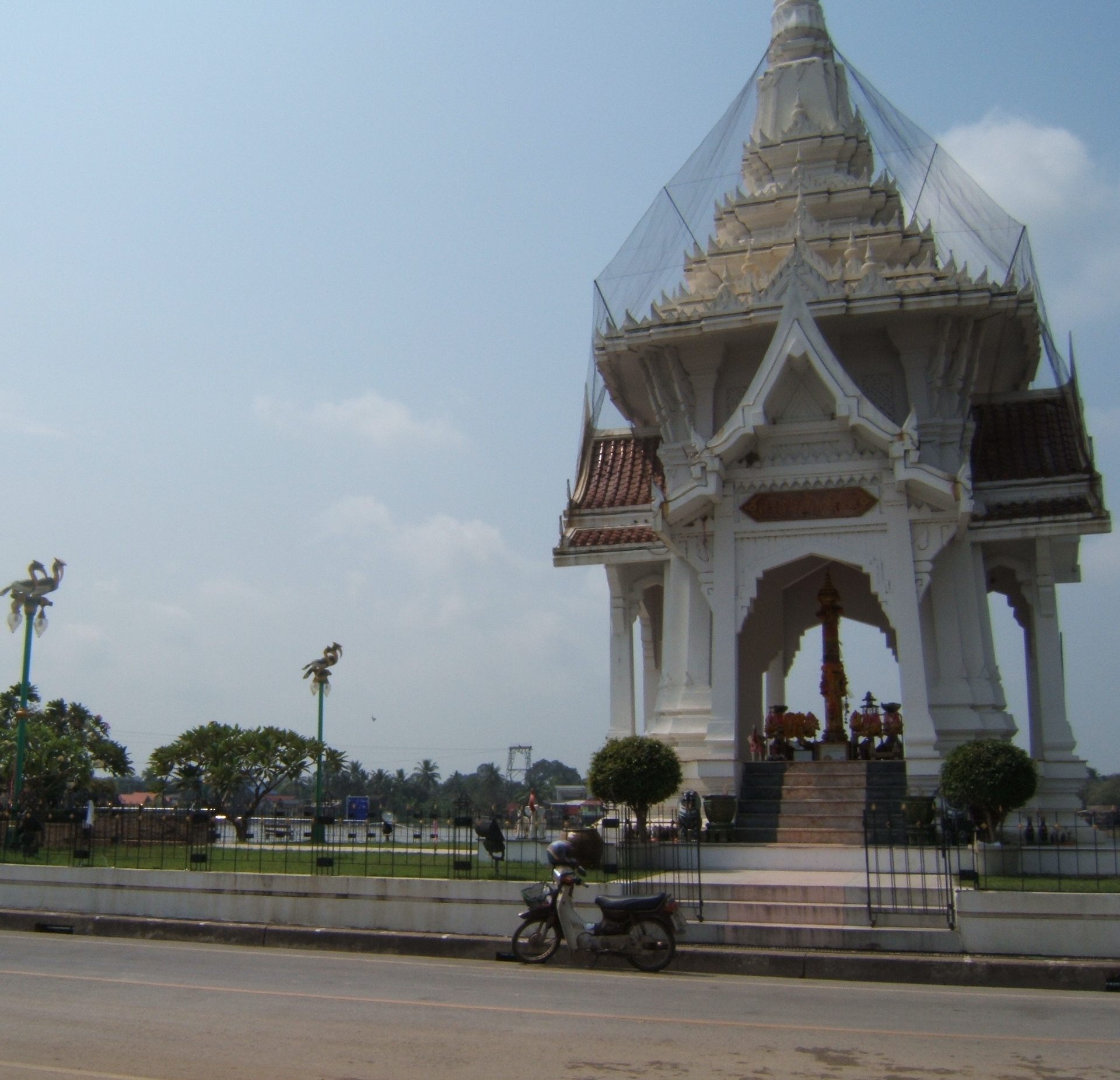
Der Schrein mit der Stadtsäule (Lak Müang) von Chai Nat
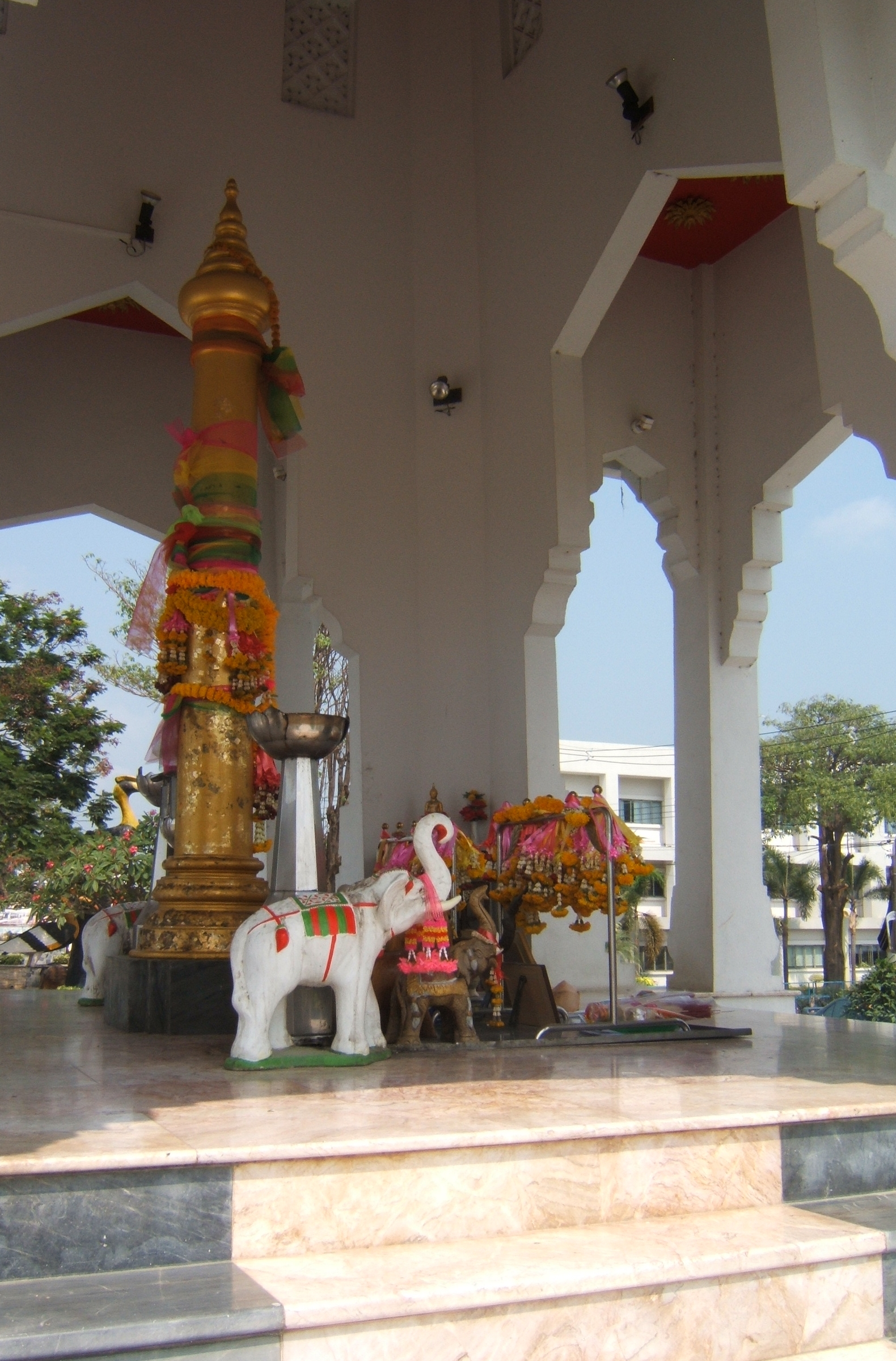
Die Säule
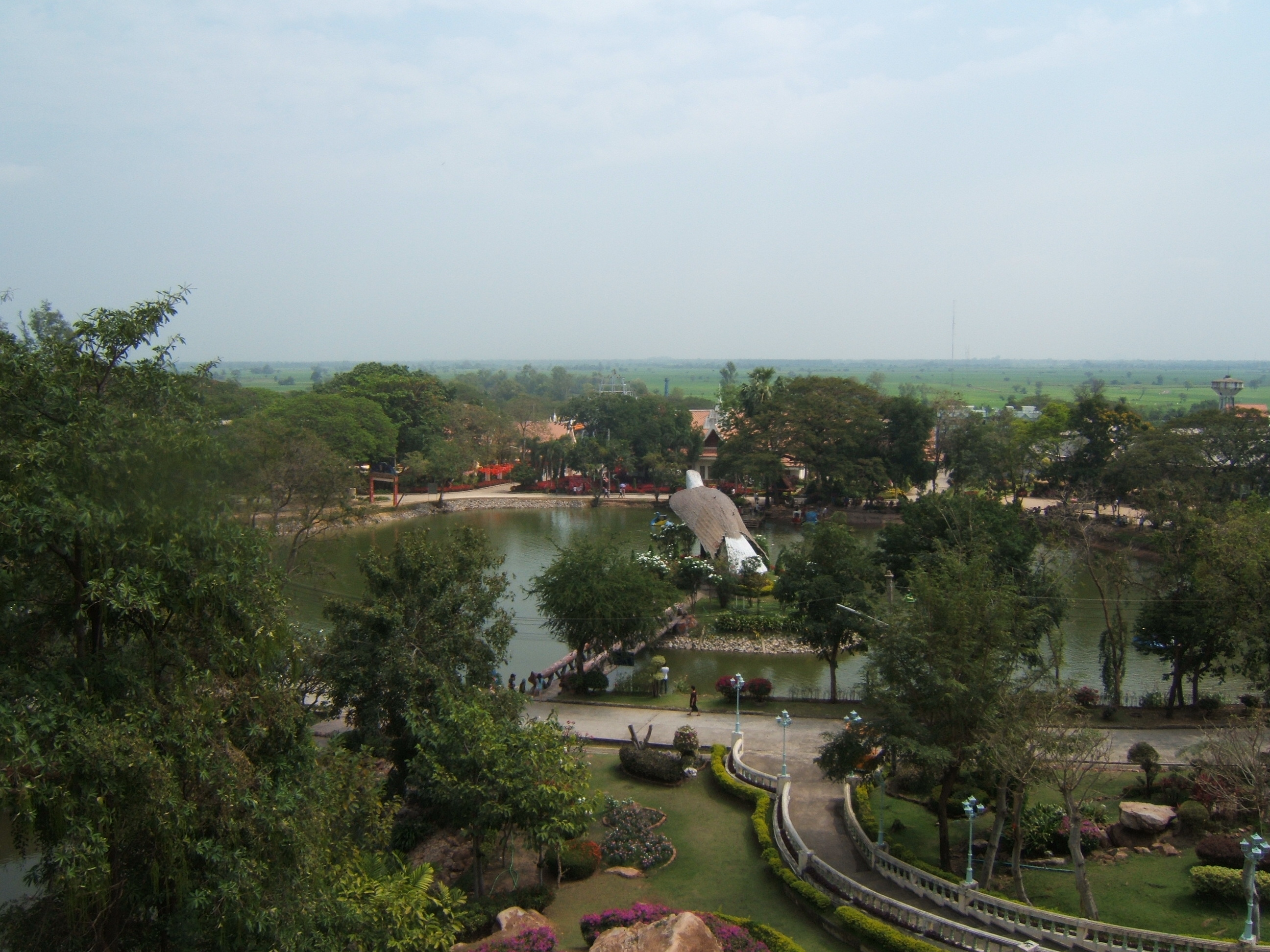
Vogelpark Chai Nat

## Persönlichkeiten
- Siriwat Chotiwecharak (* 1989), Fußballspieler
- Pathomchai Sueasakul (* 1988), Fußballspieler
- Chotinan Theerapapong (* 1992), Fußballspieler
- Chaiwut Wattana (* 1981), Fußballspieler